# Cornus alba
Дерен білий або свидина біла (Cornus / Swida alba) — вид рослини родини деренові.

## Назва
В англійській мові має назву «татарське собаче зілля» (англ. tatarian dogwood).

## Будова
Листопадний кущ висотою до 3 м. Молоді пагони мають яскраво червоний колір взимку, що стають майже зеленими навесні. Листки овальні 5–11 см довжини. Квітне невеликими (5 см) білими суцвіттями. Плоди білі чи біло-сині круглі.

## Поширення та середовище існування
Зростає у Сибіру, Маньчжурії, Північній Кореї.

### В Україні
В Україні рослину в основному використовують в озелененні, оскільки вона дуже декоративна взимку, коли на фоні снігу виділяються темно-червоні гілки.

## Практичне використання
Вирощується як декоративна рослина, має культурні сорти.

## Галерея

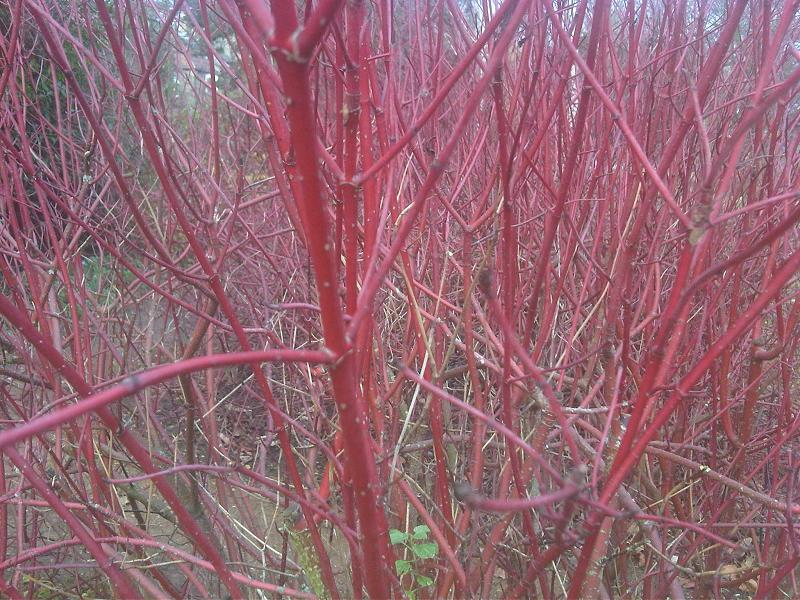
Гілля
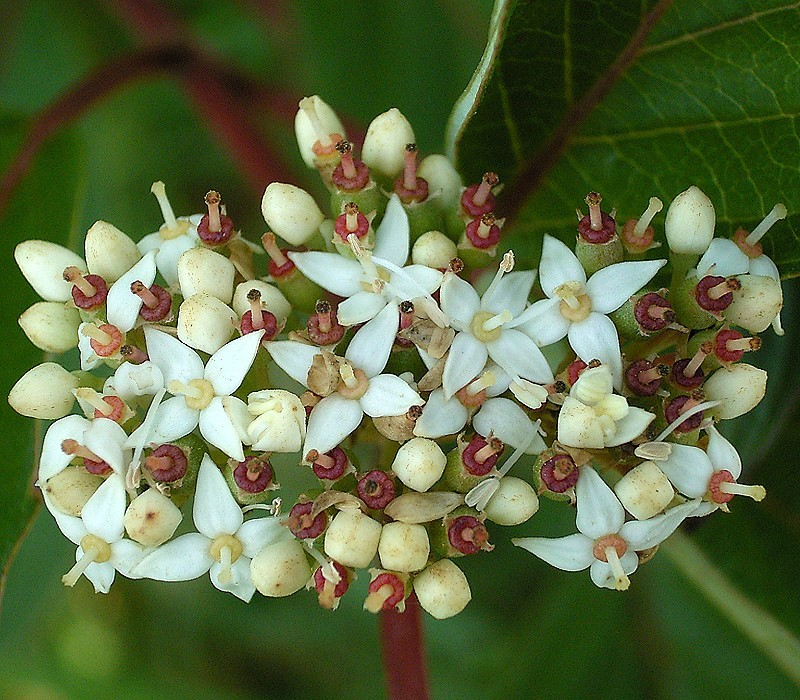
Квіти
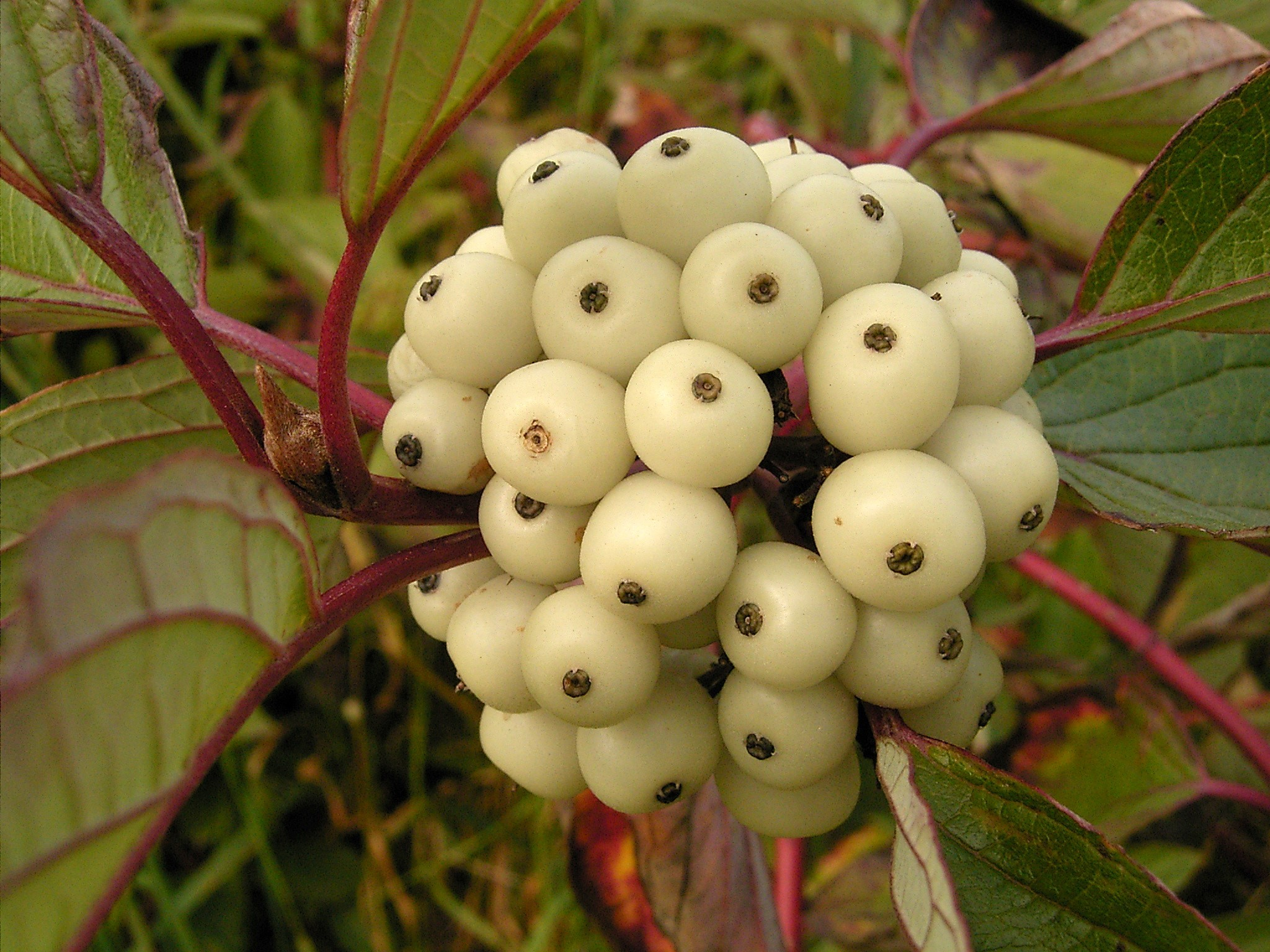
Плоди
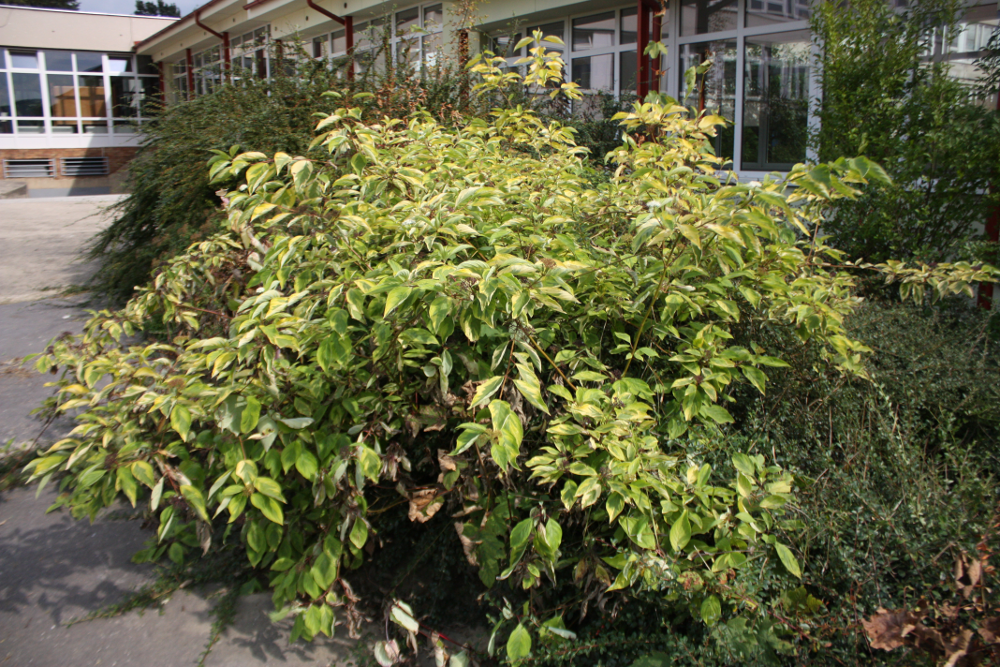
Зовнішній вигляд